# Gunna Starck
Gunna Starck (født 1943) er en dansk politiker fra Venstresocialisterne og senere Enhedslisten. Hun var i tiden 1986-1989 byplanborgmester (borgmester for Magistratens 4. afdeling) i Københavns Kommune.
Hun blev politisk vakt i 1967, da hun startede på sociologistudiet ved Københavns Universitet. Først i 1996 færdiggjorde hun studiet. Samtidig gik hun ind i kvindebevægelsen. Ti år senere blev hun medlem af VS, da hun fandt, at rødstrømpebevægelsen ikke var rød nok. I 1986 blev hun byplanborgmester, og hendes embedsperiode var præget af spektakulære aktioner, bl.a. mødte hun et amerikansk krigsskib i Københavns Havn med protester fra en gummibåd. Hun stoppede som borgmester i 1989, men fortsatte dernæst 8 år i Københavns Borgerrepræsentation og sad i Socialudvalget og Miljø- og Teknikudvalget.
Indtil 2006 var hun sekretær for Enhedslisten i København.
Hun blev i 2009 medlem af Indre By Lokaludvalg og i januar 2025 er hun stadig aktiv. 